# Модель Зінера

Реологічна модель стандартного лінійного тіла (модель Зінера)

Моде́ль Зі́нера (модель стандартного лінійного тіла) — реологічна модель лінійного в'язкопружного тіла, що складається з двох пружних елементів E1 і E2 та в'язкого елемента η. Для опису властивостей в'язкопружних тіл часто використовуються модель Максвелла і модель Кельвіна-Фойгта . Цих моделей часто виявляється недостатньо. Так модель Максвелла не описує повзучості а модель Кельвіна-Фойгта не описує релаксацію напружень. Модель Зінера є найпростішою моделлю, яка передбачає ці явища.

## Основні характеристики
Елементи сполучені, як показано на рисунку. Модель складається з двох паралельно сполучених систем. Перша є моделлю Максвелла, що містить пружину ({\displaystyle E=E_{2}}) і в'язкий елемент із в'язкістю {\displaystyle \eta }, сполучених послідовно. Друга гілка складається з однієї пружини ({\displaystyle E=E_{1}}).

## Математичний опис моделі
Для кожного пружного елемента запишемо закон Гука, а для в'язкого — закон в'язкого тертя Ньютона. Разом з умовами розподілу напружень (σ) і деформацій (ε) запишемо для моделі чотири рівняння:
{\displaystyle \sigma _{1}=E_{1}\epsilon _{1}};
{\displaystyle \sigma _{2}=E_{2}\epsilon _{2}=\eta {\dot {\epsilon _{\eta }}}};
{\displaystyle \sigma =\sigma _{1}+\sigma _{2}};
{\displaystyle \epsilon =\epsilon _{1}=\epsilon _{2}+\epsilon _{\eta }};
Використовуючи ці співвідношення, їх похідні по часу, система може бути описана наступним рівнянням:
{\displaystyle {\frac {d\varepsilon (t)}{dt}}={\frac {{\frac {E_{2}}{\eta }}\left({\frac {\eta }{E_{2}}}{\frac {d\sigma (t)}{dt}}+\sigma (t)-E_{1}\varepsilon (t)\right)}{E_{1}+E_{2}}}} 
Це рівняння також може бути подане у вигляді:
{\displaystyle {\frac {d\varepsilon (t)}{dt}}=\left(E_{1}+E_{2}\right)^{-1}\cdot \left[{\frac {d\sigma (t)}{dt}}+{\frac {E_{2}}{\eta }}\sigma (t)-{\frac {E_{1}E_{2}}{\eta }}\varepsilon (t)\right]}
Час релаксації, {\displaystyle \tau }, є властивістю кожного матеріалу і визначається відношенням:
{\displaystyle {\frac {\eta }{E_{2}}}=\tau }

## Застосування моделі
Модель лінійного в'язкопружного тіла поєднує в собі властивості моделей Максвелла і Кельвіна-Фойгта, що дає можливість точніше описати загальну поведінку системи в заданих умовах навантаження. Поведінка матеріалу в умовах швидкого прикладання навантаження характеризуватись миттєвим значенням деформації. Зростання швидкості прикладання навантаження супроводжується зменшенням залишкової деформації при руйнуванні, що модель і описує. Форма кривої часової залежності деформації також вірно описується моделлю у залежності від швидкості прикладання навантаження.
Хоча ця модель може бути використана для точного прогнозування загальної форми кривої деформації, а також поведінку матеріалу протягом тривалого у часі чи миттєвого прикладання навантаження, модель не описує ці властивості кількісно.